# Synergy Baku Cycling Project/Saison 2015
Dieser Artikel listet Erfolge und Fahrer des Radsportteams Synergy Baku Cycling Project in der Saison 2015 auf.

## Erfolge in der UCI Europe Tour
| Datum        | Rennen                                              | Kat. | Fahrer             |
| ------------ | --------------------------------------------------- | ---- | ------------------ |
| 14. März     | 2. Etappe Istrian Spring Trophy                     | 2.2  | Markus Eibegger    |
| 12.–15. März | Gesamtwertung Istrian Spring Trophy                 | 2.2  | Markus Eibegger    |
| 26. April    | 2. Etappe Tour de Bretagne                          | 2.2  | Matej Mugerli      |
| 13. Juni     | Aserbaidschanische Meisterschaft – Einzelzeitfahren | CN   | Maxym Awerin       |
| 14. Juni     | Aserbaidschanische Meisterschaft – Straßenrennen    | CN   | Maxym Awerin       |
| 26. Juni     | Griechische Meisterschaft – Einzelzeitfahren        | CN   | Ioannis Tamouridis |

## Abgänge – Zugänge
| Zugänge            | Team 2014                      | Abgänge                        | Team 2015                             |
| ------------------ | ------------------------------ | ------------------------------ | ------------------------------------- |
| Dennis van Winden  | Belkin-Pro Cycling Team        | Matthew Brammeier              | MTN-Qhubeka                           |
| Matej Mugerli      | Adria Mobil                    | Michael Schweizer              | African Wildlife Safaris Cycling Team |
| Aleksandr Pliușkin | Skydive Dubai Pro Cycling Team | Christoph Schweizer            | Bike Aid                              |
| Ioannis Tamouridis | SP Tableware                   | Connor McConvey                | Team 3M                               |
| Elgün Alizada      | Neoprofi                       | Luke Davison                   | Team Budget Forklifts                 |
|                    |                                | Jan Sokol                      | WSA-Greenlife                         |
|                    |                                | Daniel Klemme                  | Karriereende                          |
|                    |                                | Mahammad Alakbarov             | Unbekannt                             |
|                    |                                | Dennis van Winden (bis 4. Mai) | Team Lotto NL-Jumbo                   |

## Mannschaft
| Name                   | Geburtstag        | Nationalität  |
| ---------------------- | ----------------- | ------------- |
| Elgün Alizada          | 20. April 1996    | Aserbaidschan |
| Elchin Asadov          | 12. Februar 1987  | Aserbaidschan |
| Enver Asanov           | 25. Januar 1994   | Aserbaidschan |
| Maxym Awerin           | 28. November 1985 | Aserbaidschan |
| Markus Eibegger        | 16. Oktober 1984  | Österreich    |
| Ismail Iliasov         | 2. August 1994    | Aserbaidschan |
| Tural Isgandarov       | 12. Januar 1992   | Aserbaidschan |
| Agshin Ismayilov       | 18. August 1987   | Aserbaidschan |
| Samir Jabrayilov       | 7. September 1994 | Aserbaidschan |
| Matej Mugerli          | 17. Juni 1981     | Slowenien     |
| Aleksandr Pliușkin     | 13. Januar 1987   | Moldau        |
| Olexandr Surutkowytsch | 8. Januar 1984    | Ukraine       |
| Ioannis Tamouridis     | 3. Juni 1980      | Griechenland  |